# Coquelles
Coquelles là một xã của tỉnh Pas-de-Calais, thuộc vùng Hauts-de-France, miền đông nước Pháp.

## Dân số
| 1962                                                                | 1968 | 1975 | 1982 | 1990 | 1999 |
| ------------------------------------------------------------------- | ---- | ---- | ---- | ---- | ---- |
| 1144                                                                | 1158 | 1248 | 2081 | 2133 | 2370 |
| Census count starting from 1962: Population without double counting |      |      |      |      |      |